# Moglino (stacja kolejowa)
Moglino (ros. Моглино) – stacja kolejowa w miejscowości Moglino, w rejonie pskowskim, w obwodzie pskowskim, w Rosji. Położona jest na linii Psków - Valga - Ryga.

## Historia
W czasach carskich na Kolei Pskowsko-Ryskiej powstała w tym miejscu mijanka. Przez okres międzywojenny była ona ostatnim punktem pozwalającym na wyminięcie się pociągów w Związkiem Sowieckim przed granicą z Estonią. Po II wojnie światowej mijanka została rozbudowana do stacji kolejowej.